# Death Wish (Sèrie de pel·lícules)
Death Wish és una sèrie de cinc pel·lícules d'acció drama i crims basades en la novel·la de 1972 escrita per Brian Garfield. Als llargmetratges Paul Kersey, personatge principal és interpretat per Charles Bronson. Kersey va néixer a Nova York de la dècada de 1920. El pare de Kersey va ser un Anglès-americà originari de l'Anglaterra Normanda i la seva mare ve de Provo, Utah. Norman Kersey té un avantpassat anglès, Pierre Whitmore Keèrsye, que va adaptar el cognom a l'anglès normatiu esdevenint Kersey.
Kersey va servir en la Segona Guerra Mundial des de 1944 fins a 1945. El 1953, va servir a la Guerra de Corea en el cos mèdic. En la dècada de 1950, va viatjar a Nova York per instal·lar-s'hi.

## Títols
- Death Wish (1974).
- Death Wish 2 (1982). Títol en català: Jo sóc la justícia.
- Death Wish 3 (1985). Títol en català: El justicier de la nit
- Death Wish 4 The crackdown (1987). Títol en català: Jo sóc la justícia 2
- Death Wish 5 The Face of Death (1994). Títol en català: El retorn del justicier.[2]